# Mikhaïl Ostrogradski
Mikhaïl Ostrogradski (ucraïnès: Михайло Васильович Остроградський)  (Pashenivka, 12 de setembre de 1801 (Julià) - Poltava, 20 de desembre de 1861 (Julià)), transliterat habitualment com a Ostrogradsky, fou un matemàtic rus.

## Vida i Obra
Ostrogradski va estudiar a l'Institut de Poltava i el 1816 va ingressar a la Universitat de Khàrkiv on va estudiar amb Timofei Ossípovski. El 1820, malgrat haver superat l'examen es van negar a donar-li el títol per raons religioses, ja que tan ell com Ossípovski van ser acusats de descreguts. El 1822, doncs, va marxar a París on va estudiar a la Sorbona i al Collège de France.
El 1828, retorna al seu país i s'instal·la a Sant Petersburg on presenta tres articles que són publicats per l'Acadèmia de Ciències de Sant Petersburg. El 1830 és escollit membre associat i el 1832 acadèmic de ple dret. Des de l'Acadèmia farà nombroses tasques, donant classes al mateix temps a l'Escola Naval, a l'Acadèmia d'Artilleria, al Institut de Mitjans de Comunicació i al Institut General de Pedagogia.

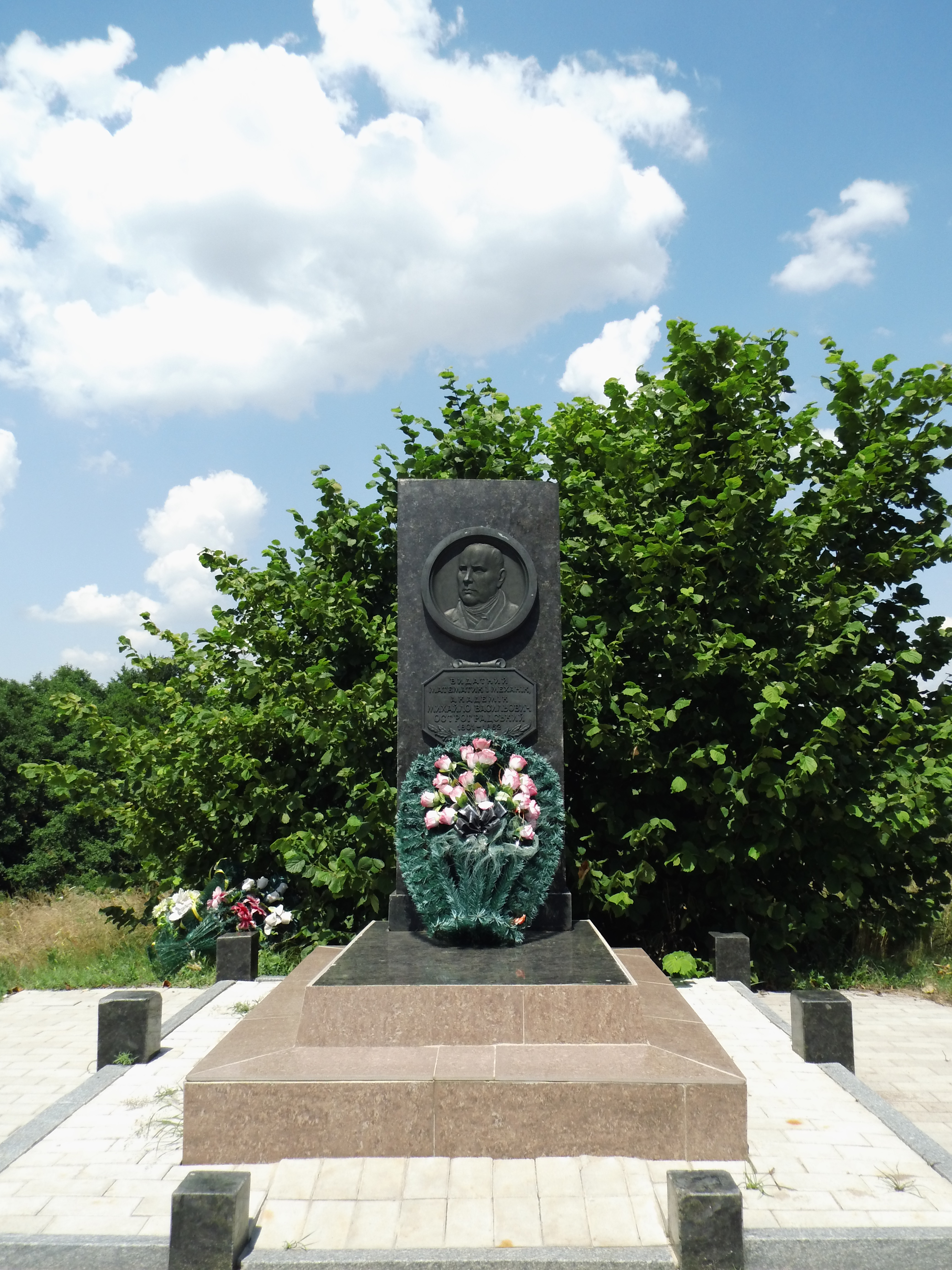
Tomba d'Ostrogradski al seu poble natal.

El 1847 va ser nomenat Inspector General per l'ensenyament de les matemàtiques a les escoles militars.
La majoria dels treballs d'Ostrogradski van aparèixer, en francès, a les publicacions de l'Acadèmia de Ciències de Sant Petersburg. Ostrogradski va establir les bases per la creació de l'escola matemàtica russa de Txebixov i va ser el primer exponent de l'escola russa de mecànica teòrica.
A ell se li deuen la primera demostració completa del teorema de la divergència, la inestabilitat d'Ostrogradski (una inestabilitat lineal en els hamiltonians associats amb els lagrangians que depenen de més d'una derivada temporal), un mètode d'integració que també porta el seu nom i la introducció de la teoria de la probabilitat en el cursos de matemàtiques de les universitats russes.
Les seves Obres Completes van ser editades (en rus) en tres volums entre 1959 i 1961 per Ióssif Xtókalo.